# Чуласа
Чуласа — деревня в Лешуконском районе Архангельской области. Входит в состав Олемского сельского поселения (муниципальное образование «Олемское»).

## Географическое положение
Деревня расположена на правом берегу реки Вашка, ниже устья реки Чулас. Блажийший населённый пункт Олемского сельского поселения, посёлок Усть-Чуласа, расположен в 3,6 км к юго-востоку. Расстояние до административного центра сельского поселения, села Олема, составляет 18 км, а до административного центра района, села Лешуконское, — 32 км.

## Население
| Население                            | на 1 января 2010 года |
| ------------------------------------ | --------------------- |
| В возрасте до 16 лет                 | 7                     |
| Трудовые ресурсы (из них работающих) | 29 (25)               |
| Пенсионеры                           | 23                    |
| Всего                                | 56                    |
| Прибыло / выбыло (за год)            | 3 / 6                 |
| Родилось / умерло (за год)           | 0 / 5                 |

## Инфраструктура
Предприятия, организации и объекты социальной сферы, расположенные на территории населённого пункта (со среднесписочной численностью работников) на 1 января 2010 года:
- ПО «Усть-Вашка» (2);
- фельдшерско-акушерский пункт (1);
- отделение связи (1) и др.